# Калатаюд
Калатаюд (на исп. Calatayud) е град и община в провинция Сарагоса, автономна област Арагон, разположен край р. Халон (на исп. Jalón) в североизточна Испания. Той има площ от 154 km² и през 2019 г. е имал 20 024 жители (плътност: 130 д./km²)

## История
Римляните започнали уреждането на региона, основаването на град Bílbilis или Augusta Bílbilis (латински: Аугуста Bilbilis) приблизително четири километра северно от днешният Калатаюд. Съвременният град е основан от маврите около замъка, от който носи името „Alcalá Aiube“, идващо от (на арабски: القلعة أيو; романизирано: Al-qal'a 'Ayyūb, „Замъкът на свети Aiube“). Градът е завладян от Алфонсо I от Арагон през 1120 г. Той е столица на собствената му провинция в продължение на три години през XIX век.

## Демография
| година    | 1857   | 1900   | 1950   | 2000   | 2017   |
| население | 11 037 | 11 526 | 18 762 | 17 876 | 20 173 |